# Fiumicello-Santavenere
Fiumicello-Santavenere (solitamente abbreviato in Fiumicello) è una frazione comunale marateota, in provincia di Potenza.

## Geografia fisica
Fiumicello si trova a meno di 2 km dal Porto di Maratea, affacciata su una piccola baia, molto boscosa, alle pendici del versante sud del monte Cerreta (alto 1077 m). A meno di 3 km a nord di Fiumicello si trova la località Ogliastro, a 5 km di strada nella stessa direzione si trova Cersuta.

### Le Spiagge
- Spiaggia di Fiumicello. È la terza spiaggia più spaziosa della costa di Maratea, e rappresenta uno dei lidi preferiti della popolazione del paese e delle frazioni montane. È delimitata a nord dalle grotte di Fiumicello, siti che in passato hanno restituito testimonianze preistoriche[2], e a sud da una caratteristica catena di scogli. La spiaggia è divisa in due tronconi dalla foce del torrente Fiumicello, che, nascendo dal monte Crivo (alto 1277 m), scorre per oltre 4 km nella valle di Maratea.

## Storia
Fiumicello nasce dall'aggregazione di due piccoli villaggi della zona marittima della valle di Maratea. Il primo, che costituisce il lato sud dell'abitato, era chiamato Santavenere, poiché la tradizione popolare vuole che in questa zona sorgesse un tempio dedicato alla dea Venere trasformato poi in una chiesa cristiana.
Il secondo era invece chiamato Fiumicello, perché attraversato dal piccolo torrente omonimo, e costituisce il lato nord della frazione.
Negli anni '50 del XX secolo questa zona fu l'assoluta protagonista dello sviluppo turistico di Maratea, e grazie all'apertura di uno stabilimento tessile (1953) e di un grande albergo (1957), i due abitati crebbero fino a fondersi.

## Monumenti e Luoghi d'Interesse

### Architetture religiose
A Fiumicello si trovano la Chiesa del Bambin Gesù, la Cappella della Madonna delle Grazie e la Cappella di San Giuseppe.

## Economia

### Turismo
Fiumicello, come il Porto e il capoluogo comunale, è uno dei centri principali della vita turistica del paese: qui si tengono molte manifestazioni e spettacoli, durante l'estate. Inoltre vi si trova il Santavenere Hotel, uno degli alberghi di punta dell'intera Maratea.

## Infrastrutture e trasporti
Fiumicello si raggiunge tramite una strada comunale che la collega alla SS 18 (Tirrenia Inferiore).